# Военное кладбище (Тутракан)
Военное кладбище в городе Тутракан — военный мемориал, является одним из ста национальных туристических объектов в Болгарии. Находится в 6 км к югу от города Тутракане.
Мемориал посвящён солдатам павшим в Тутраканской битве Первой мировой войны. Это битва произошла в сентябре 1916 года в Тутракане и унесла жизни около 8000 человек. На территории мемориала хранятся останки солдат, погибших в битве, также возведена православная церковь.

## История
В 1913 году после Второй Балканской войны Южная Добруджа (где находится Тутракан) входит в состав Румынии. После этого румынское правительство принимает решение построить современную крепость, для защиты южных рубежей страны. В течение двух лет французские и бельгийские инженеры возвели в Тутракане современную крепость. Крепость имела 2 оборонительные линии, 15 фортов, земляные укрепления, 150 орудий и 39-тысячный гарнизон.
В 1916 году Румыния вступила в Первую мировую войну. После этого в Добруджу вторгаются войска Центральных держав под командованием болгарского генерала Пантелея Киселёва. 5 и 6 сентября германо-болгаро-турецкие войска предпринимают решительный штурм крепости. В ходе боевых действий было убито около 8000 человек (румыны, болгары, немцы, турки).
После взятия Тутракана, в 1916 году был возведен мемориальный комплекс, где были захоронены останки погибших в Тутракане военнослужащих. После этого в 1922 году был возведен обелиск, на котором была написана фраза: «Честь и слава тем, кто принял героическую смерть за свою родину», при чём фраза была написана на румынском, болгарском, немецком и турецком языках.

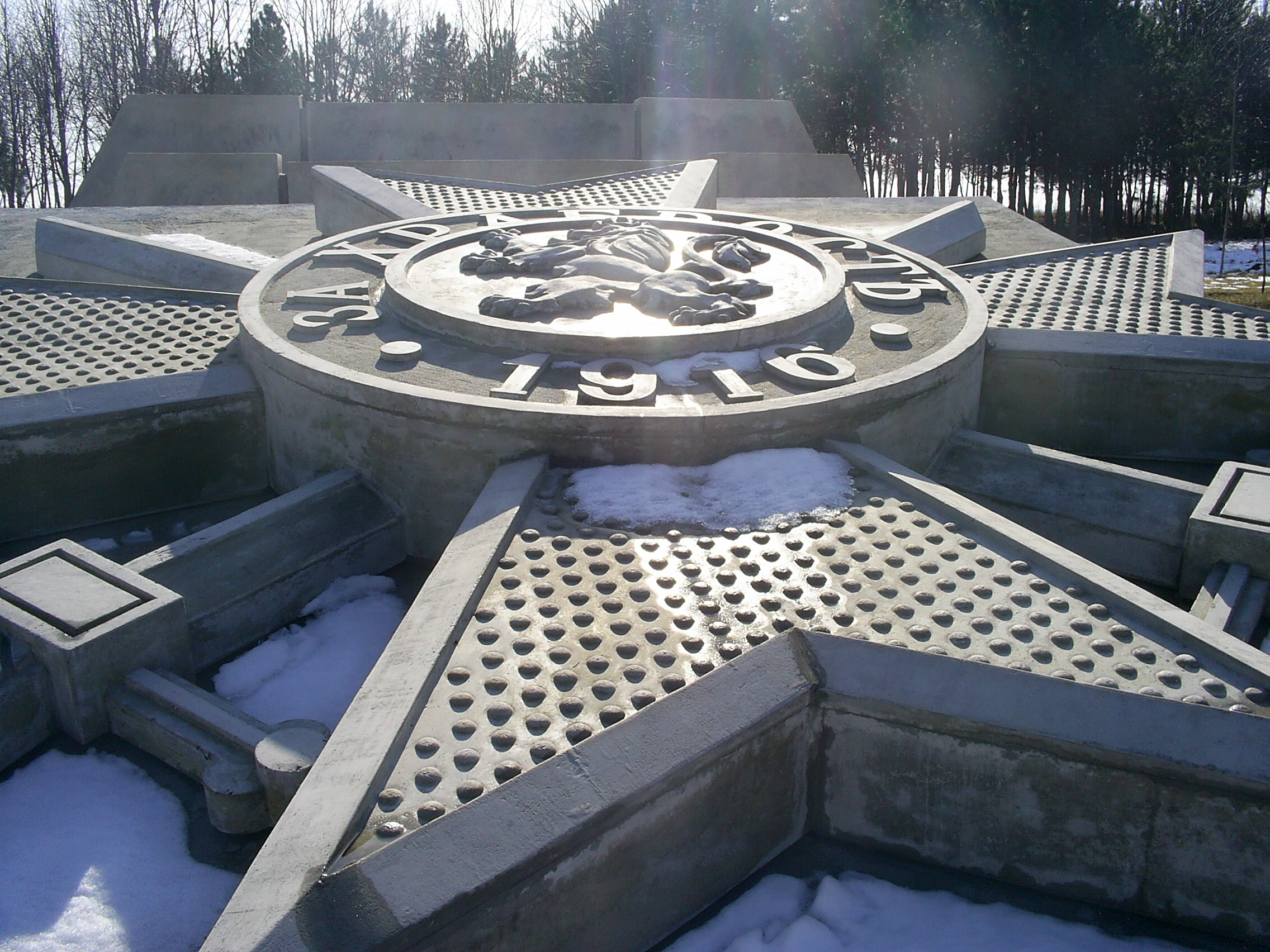
Памятник болгарским воинам.

Мемориальный комплекс «Военная гробница» был самым большим военным кладбищем в Болгарии. Исторический музей Тутракана проявил исключительную заботу о сохранении этого памятника. Музей выступил с инициативой создать «Аллею героев», куда вписали имена 1600 болгарских военнослужащих, участвовавших в боевых действиях в Добрудже. Эта работа продолжается и по сей день, планируется добавить имена ещё 600 солдат.
Каждый год в первое воскресенье сентября в мемориальном комплексе проходят торжественные мероприятия, панихида по погибшим в Тутраканском сражении воинам. В 2002 году Национальный музей истории в Софии, получил два орудия времен Первой мировой войны, которые стали композиционным элементом в парковой зоне, непосредственно перед самим мемориалом.
Мемориал «Военная гробница» является одним из достопримечательностей Тутракана. Во время праздников здесь устраиваются торжественные мероприятия, парады.